# Патріотична громадська партія
Патріотична громадська партія (яп. 愛国公党, あいこくこうとう, айкоку-кото) — перша японська політична партія. Заснована 1874 року. Перезаснована 1890 року. Перебувала на позиціях правого лібералізму. 1890 році злилась із Ліберальною партією.

## 1874
Після інциденту 1873 року урядовці Ітаґакі Тайсуке, Соедзіма Танеомі, Ґото Сьодзіро та Ето Сімпей перейшли в опозицію і вирішили подати уряду Петицію про скликання всенародного Парламенту. Вони домовились заснувати партію, з метою пробудження громадської свідомості.
12 січня 1874 опозиціонери зібралися з однодумцями в будинку компанії «Щастя і процвітання», у токійському районі Ґіндза, де проголосили створення Патріотичної громадської партії. Учасники установчого з'їзду підписали статут партії у формі присяги, що базувалася на ідеях природності прав людини та гармонійності стосунків між владою і народом. Серед підписантів статуту були Юрі Косей та Комуро Нобуо. Цей документ започаткував у Японії руху за волю і народні права.
15 січня 1874 року члени партії передали Петицію з вимогою скликати Парламент представникам уряду. Проте її відхили через відсутність «народної підтримки». Ітаґакі та інші відчули необхідність залучення регіонів до ідеї створення загальнонаціонального законодавчого органу і роз'їхались по своїх домівках для проведення організаційної роботи. Проте точного плану дій та бюджету партії узгоджено не було, тому вона розпалась у квітні того ж року.

## 1890
У березні 1889 року, завдяки тому, що Ґото Сьодзіро увійшов до складу уряду прем'єра Куроди Кійотака як міністр зв'язку, об'єднаний фронт (ja:大同団結運動) розколовся на дві групи — Товариство об'єднаної співпраці (ja:大同協和会) на чолі з Ої Кентаро, так звану аполітичну групу, і Об'єднаний клуб (ja:大同倶楽部) на чолі з Кавано Хіронака, так звану політичну групу. Суперництво між ними загострилось у зв'язку із рішенням уряду Японії припинити перегляд нерівноправних договорів з державами Заходу. Ітаґакі Тайсуке планував ліквідувати суперечності між обома групами і звести їх знову в об'єднаному фронті. Однак аполітична група Ооі Кентаро дедалі більше схилялася до відновлення незалежної Ліберальної партії, проти чого виступав клуб Кавано.
Перебуваючи між двома вогнями, у грудні 1889 року Ітаґакі вирішив покинути фронт і створити власну Патріотично-публічну партію. 15 квітня 1890 року було встановлено список делегатів від префектур, а 5 травня проведено установчий з'їзд цієї партії.
Таким чином на кінець весни 1890 року оформилось три партії. колишні складові об'єднаного фронту — Ліберальна партія Ооі, Об'єднаний клуб Кавано і Патріотично-публічна партія Ітаґакі. Проте існували вони недовго. Оформившись у незалежні організації, вони виявили бажання знову створити єдиний фронт. 3 червня 1890 року, після ретельної підготовки, три партії об'єдналися у «Клуб Коін» (康寅倶楽部), який взяв участь у перших всеяпонських виборах. На основі «Клубу» 15 вересня 1890 року було утворено Конституційно-ліберальну партію.